# Зангакатун
Зангакатун (вірм. Զանգակատուն) — село в марзі Арарат, у центрі Вірменії. Село розташоване за 34 км на схід від міста Арарат, 30 км на північний захід від міста Єхегнадзор сусіднього марзу Вайоц-Дзор, за 3 км на південний схід від села Вардашат, за 7 км на захід від села Єлпін (марз Вайоц-Дзор) та за 4 км на схід від села Урцаландж. Зангакатун є місцем народження Паруйр Севака, його будинок є музеєм. Село також має каплицю X століття.